# افتون (دلاویر)
افتون (به انگلیسی: Afton) یک منطقهٔ مسکونی در ایالات متحده آمریکا است که در دلاور واقع شده است. افتون ۸۵٫۹۵ متر بالاتر از سطح دریا قرار دارد.